# Maxkirche (Düsseldorf)

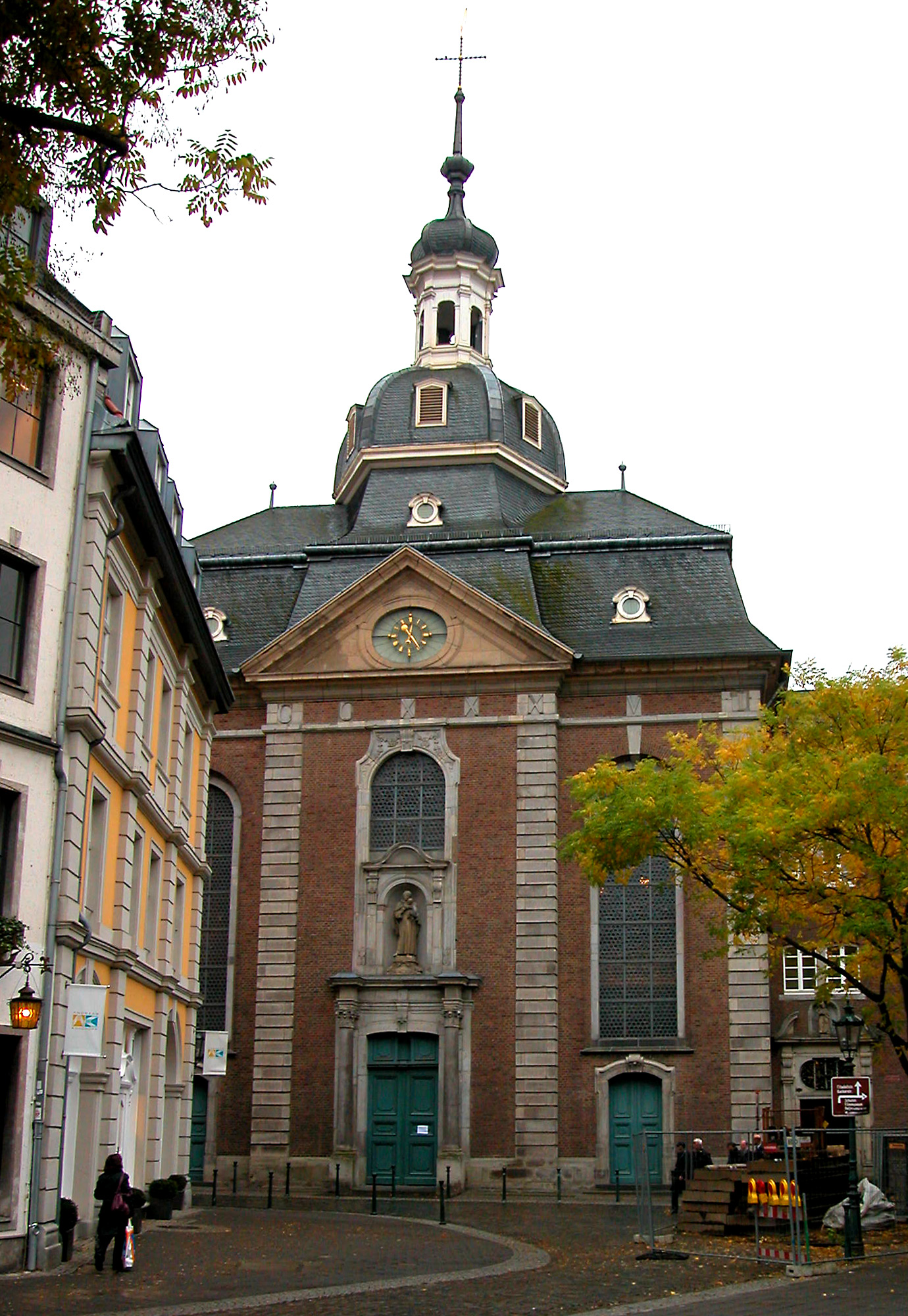
Maxkirche, Vorderseite

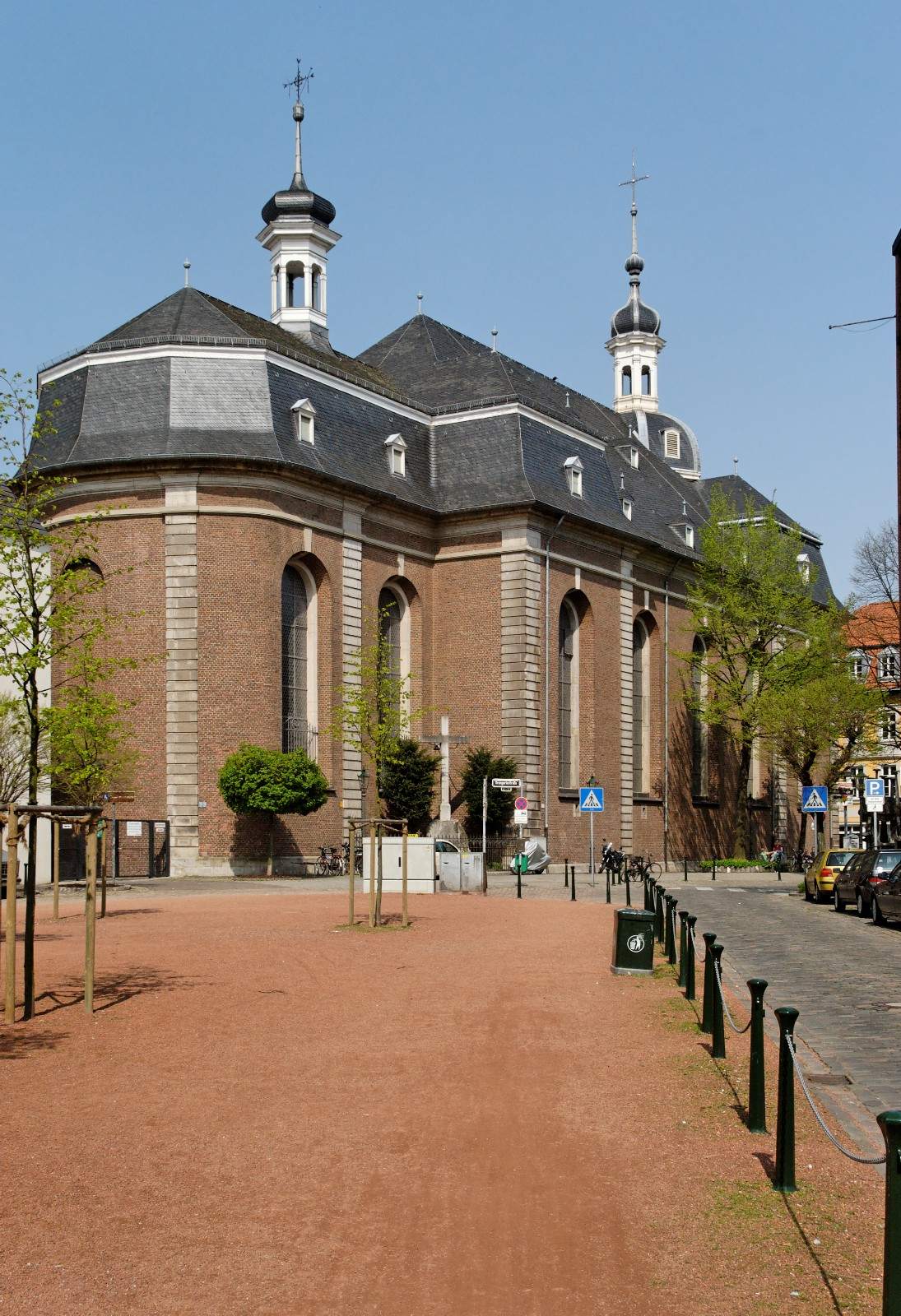
Maxkirche, Rückseite

Die katholische Kirche St. Maximilian, heute meist Maxkirche genannt, im Düsseldorfer Stadtteil Carlstadt ist eine spätbarocke Kirche, die aus einem 1804 aufgehobenen Franziskanerkloster hervorging. Das Kloster, dessen Wohn- und Wirtschaftsräume im unmittelbar benachbarten Maxhaus lagen, wurde im 17. Jahrhundert gegründet, die heutige Kirche im 18. Jahrhundert erbaut.
Im angrenzenden ehemaligen Klostergebäude, „Maxhaus, Katholisches Stadthaus“, befindet sich heute unter anderem ein Restaurant.

## Geschichte
1650 bat der Provinzial der Kölner Franziskaner Herzog Wolfgang Wilhelm von Pfalz-Neuburg um die Erlaubnis, eine Niederlassung seines Ordens in Düsseldorf zu gründen. Herzog Wolfgang Wilhelm lehnte dies zunächst ab, da er in den Jahrzehnten zuvor bereits mehreren anderen Orden die Niederlassung in seiner Residenzstatt gestattet hatte, nämlich den Kapuzinern (1617), den Jesuiten (1621), den Cölestinerinnen (1638), den Karmelitinnen (1639) und zuletzt den Cellitinnen (1649). Im folgenden Jahr willigte der Herzog dann doch ein. So konnten 1651 die ersten sechs Franziskaner nach Düsseldorf kommen. Bereits vier Jahre später begannen die Franziskaner dank Spenden aus der Bevölkerung sowie von lokalen Adeligen mit dem Bau ihres Klosters in der damaligen Düsseldorfer Zitadelle. 1662 wurde das Kloster fertiggestellt. Anschließend wurde die Klosterkirche gebaut. Sie wurde 1668 fertiggestellt. Die Kirche war ein einfacher langgestreckter, sechsjochiger Saalbau. Ab 1671 unterrichteten die Franziskaner an einer eigenen theologischen Lehranstalt. Da der Sakralbau durch Bodensenkungen baufällig wurde, entstand zwischen 1735 und 1737 eine dreischiffige Hallenkirche aus Backstein, die heutige Maxkirche; zeitgleich begann die Erneuerung der Klostergebäude, die bis 1743 andauerte. Am 4. Oktober 1737 wurde die Kirche dem Heiligen Antonius von Padua geweiht.
Mit der Säkularisation der Klöster Anfang des 19. Jahrhunderts drohten Kloster und Kirche der Abriss. Der Protest der Düsseldorfer Bevölkerung verhinderte dies jedoch, der Landesherr sah vom Abriss ab. So wurde die Kirche nun zu Ehren des Kurfürsten und Herzogs Maximilian Joseph dem heiligen Maximilian von Celeia geweiht und als zweite Düsseldorfer Pfarrkirche betrieben.
Zum 1. Januar 2011 fusionierte die Pfarrei St. Maximilian mit den Pfarreien St. Lambertus und St. Mariä Empfängnis zur Pfarrgemeinde St. Lambertus Düsseldorf. Überregional bekannt ist die Maxkirche für ihre Kirchenmusik. Es werden sowohl der klassische Choralgesang wie auch die Orgel- und Orchestermesse gepflegt.

## Architektur

### Fassade
Die dreiachsige Backsteinfassade wird von genuteten Haustein-Lisenen gegliedert. Die Mittelachse wird durch Säulenportal, Figurennische und Hochfenster hervorgehoben, wobei die Rahmung des Fensters Nische und Fenster zusammenfasst. In den Außenbahnen befinden sich das Nebenportal und hohe Rundfenster. Das Abschlussgebälk ist als einfaches Mauerband gehalten. Ein mittiger Dreiecksgiebel schließt die Fassade ab. Das mächtige Mansarddach wird von einer sechseckigen Kuppel mit steiler Laterne und abschließender Zwiebelkuppel bekrönt.

### Innenraum
Die ganz in Weiß und Grau gehaltene ehemalige Klosterkirche St. Maximilian ist eine dreischiffige spätbarocke Hallenkirche. Raumbestimmend wirken die vier ionischen Säulenpaare mit als Gewölbeauflager dienenden Gebälkstücken. An den Außenwänden stehen ionische Pilaster. Gurtbögen gliedern die Kreuzgratgewölbe. Der Chor besitzt die Breite des Langhauses und schließt rund. Im Westen ist eine Orgelempore eingezogen. Den ausgewogenen Proportionen entspricht die helle Lichtführung.

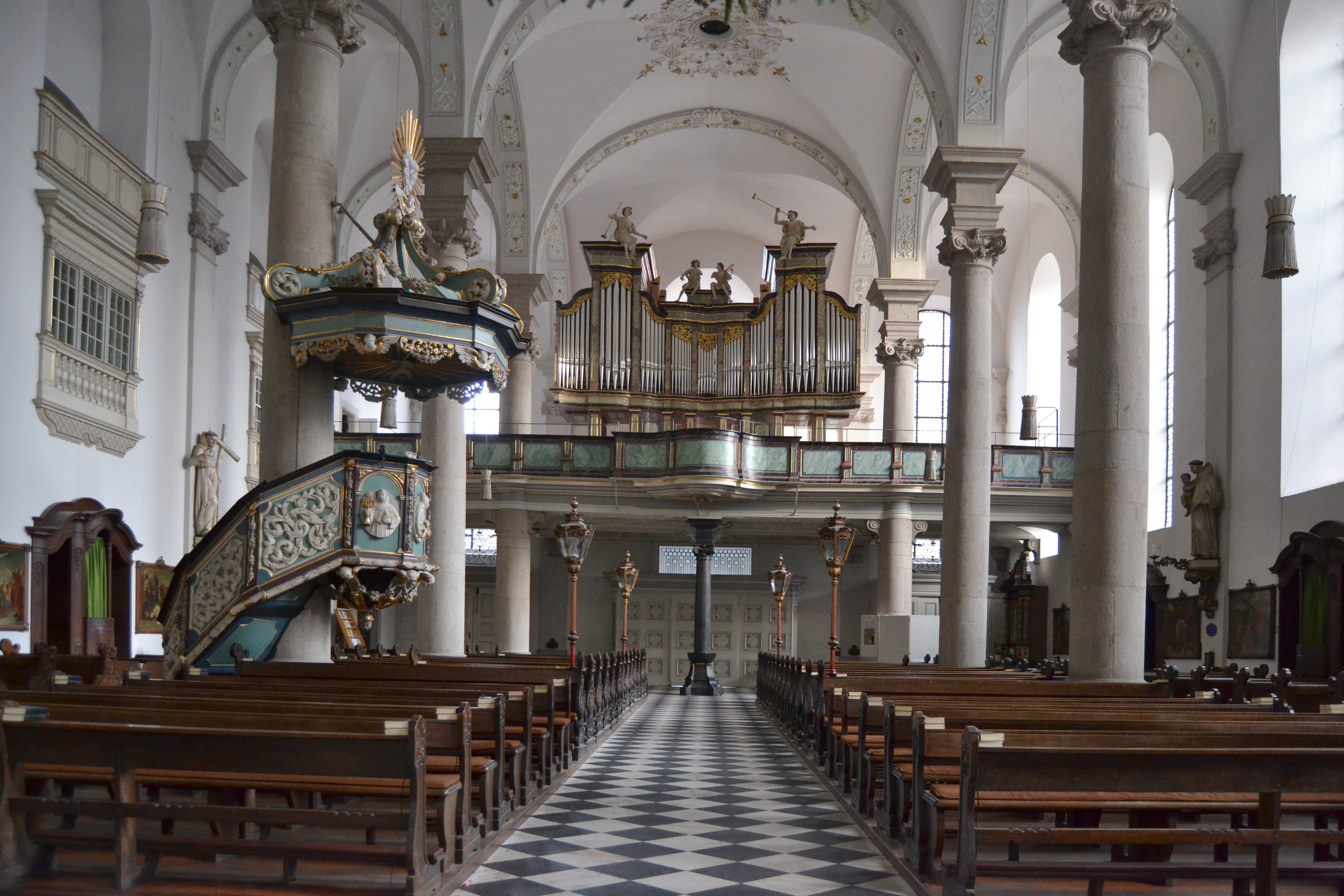
Innenraum nach Westen mit Orgel
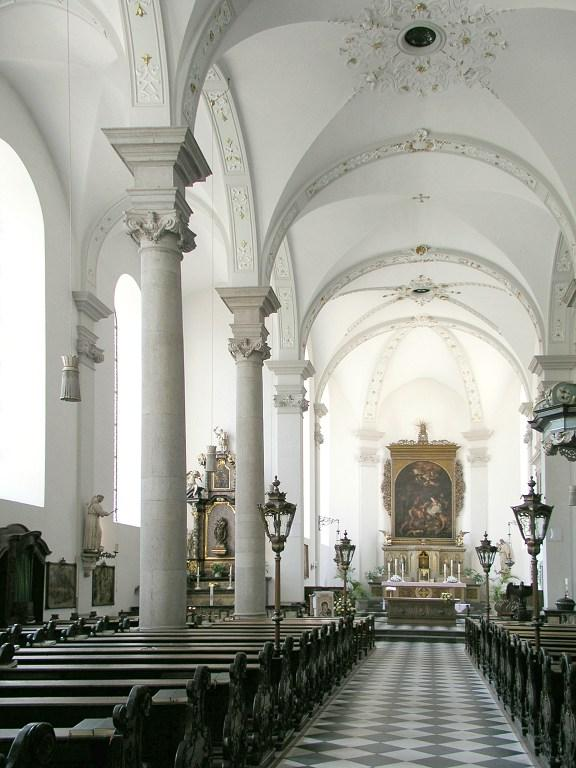
Innenraum nach Osten
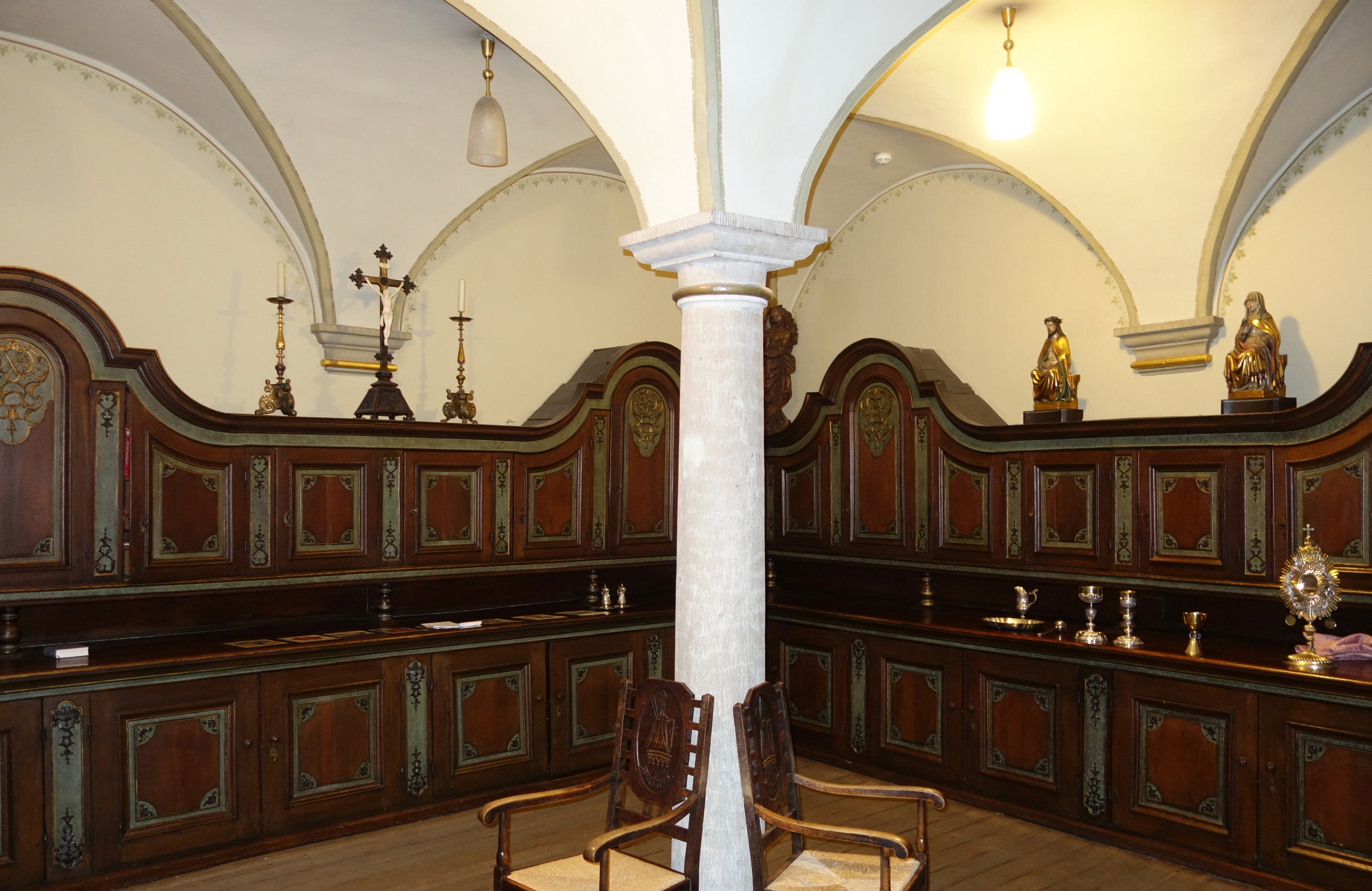
Sakristei

## Ausstattung
Das bronzene Adlerpult aus dem Jahre 1449 wurde ursprünglich für den Altenberger Dom geschaffen. Das Chorgestühl entstammt der Vorgängerkirche des 17. Jahrhunderts. Die 14 Ölbilder an den Seitenwänden bilden einen Kreuzweg und stammen von dem nazarenischen Kirchenmaler Heinrich Nüttgens. Die ausgezeichneten Gemälde wurden 1903 gemalt. Der Kirchenraum ist weitgehend im Ursprungszustand ausgestattet erhalten.
- Das Chorgestühl stammt aus der im 17. Jahrhundert erbauten ersten Kirche (Vorgängerkirche der jetzigen Kirche).
- Die Kanzel, Beichtstühle, die Heiligenfiguren und die Bänke stammen aus der Mitte des 18. Jahrhunderts.
- Das Adlerpult aus Bronze wurde 1449 in Maastricht gefertigt; es stammt aus dem Altenberger Dom[8].
- Das Altargemälde wurde von dem Kapuzinerpater Damian geschaffen, der am Hofe Jan Wellems wirkte. Die schlichte Rahmung zeigt Schnitzereien an den Seiten.
- Die künstlerische Gestaltung der Fenster schuf Jochem Poensgen 2000.

## Glocken
Das Glockengeläut der Maxkirche umfasst fünf Bronze-Glocken, die 1954 in der Glockengießerei Petit & Gebr. Edelbrock, Gescher gegossen wurden.
| Nr. | Name       | Durchmesser | Gewicht | Schlagton | Inschrift                                                              |
| --- | ---------- | ----------- | ------- | --------- | ---------------------------------------------------------------------- |
| 1   | Maximilian | 910 mm      | 468 kg  | a¹±0      | ST. MAXIMILIAN – „CONDUCO FIDELES“ (Ich führe die Gläubigen zusammen.) |
| 2   | Maria      | 755 mm      | 261 kg  | c²+1      | ST. MARIA – „CONSOLOR AFFLICTOS“ (Ich tröste die Niedergeschlagenen.)  |
| 3   | Albertus   | 666 mm      | 180 kg  | d²±0      | ST. ALBERTUS – „INVITO ERRANTES“ (Ich lade die Irrenden ein.)          |
| 4   | Antonius   | 590 mm      | 123 kg  | e²±0      | ST. ANTONIUS – „EXCITO PIGROS“ (Ich treibe die Faulen an.)             |
| 5   | Joseph     | 554 mm      | 103 kg  | f²±0      | ST. JOSEPHUS – „PLANGO DEFUNCTO“ (Ich beklage die Toten)               |

Das Läutemotiv ist Lauda Sion Salvatorem

## Orgel

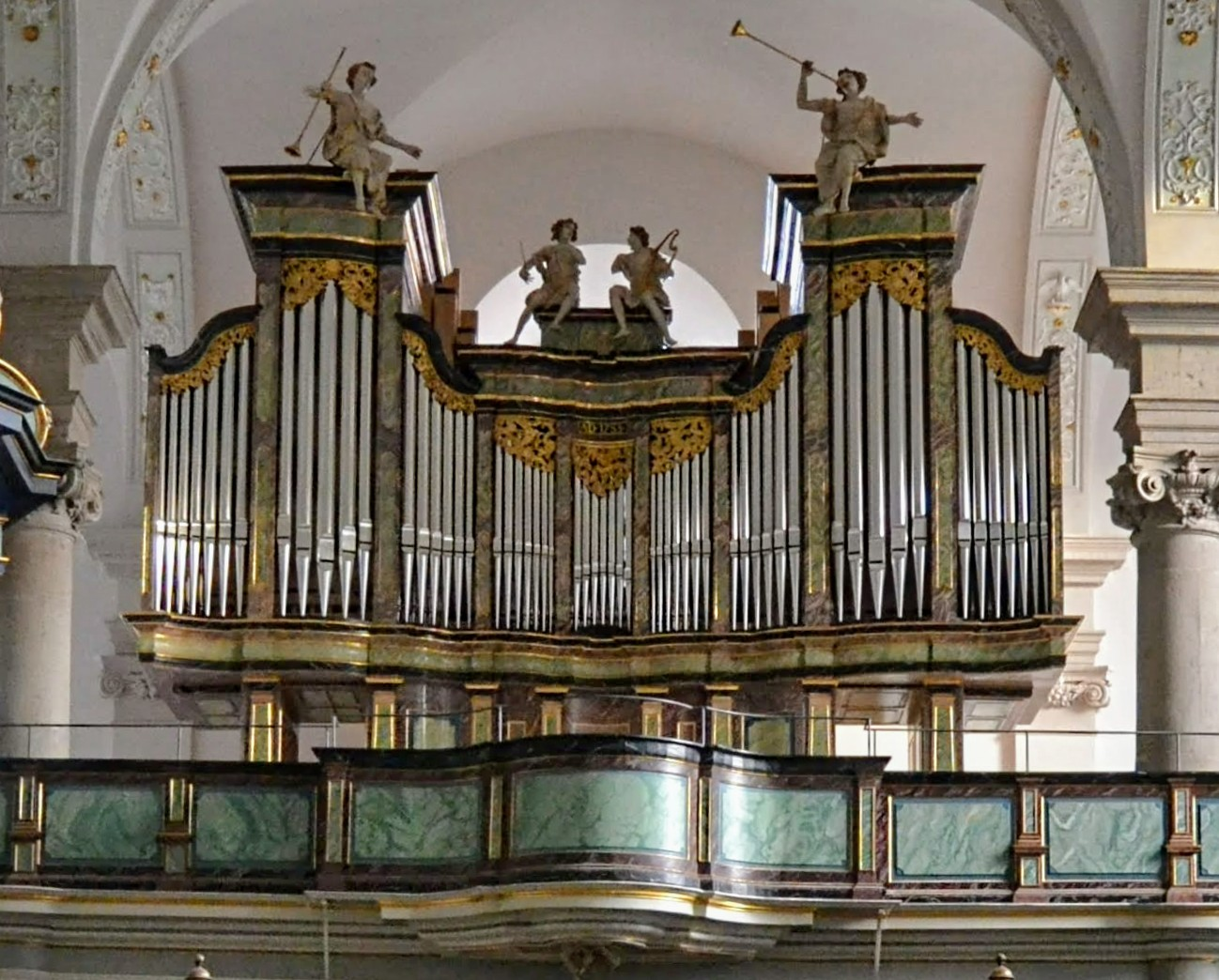

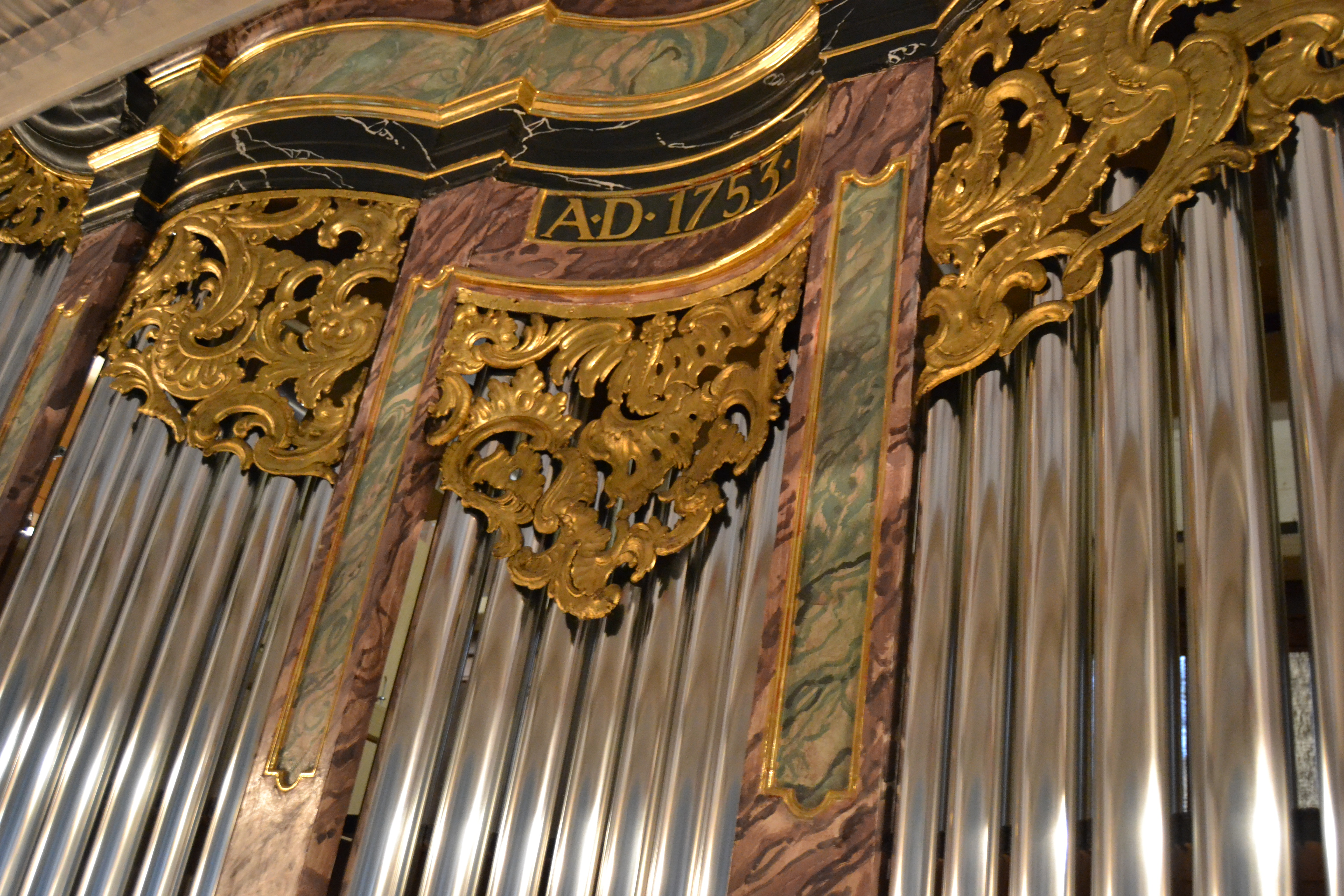
Detail: Restauriertes Gehäuse mit Schleierbrettern von Christian Ludwig Königs (1753)

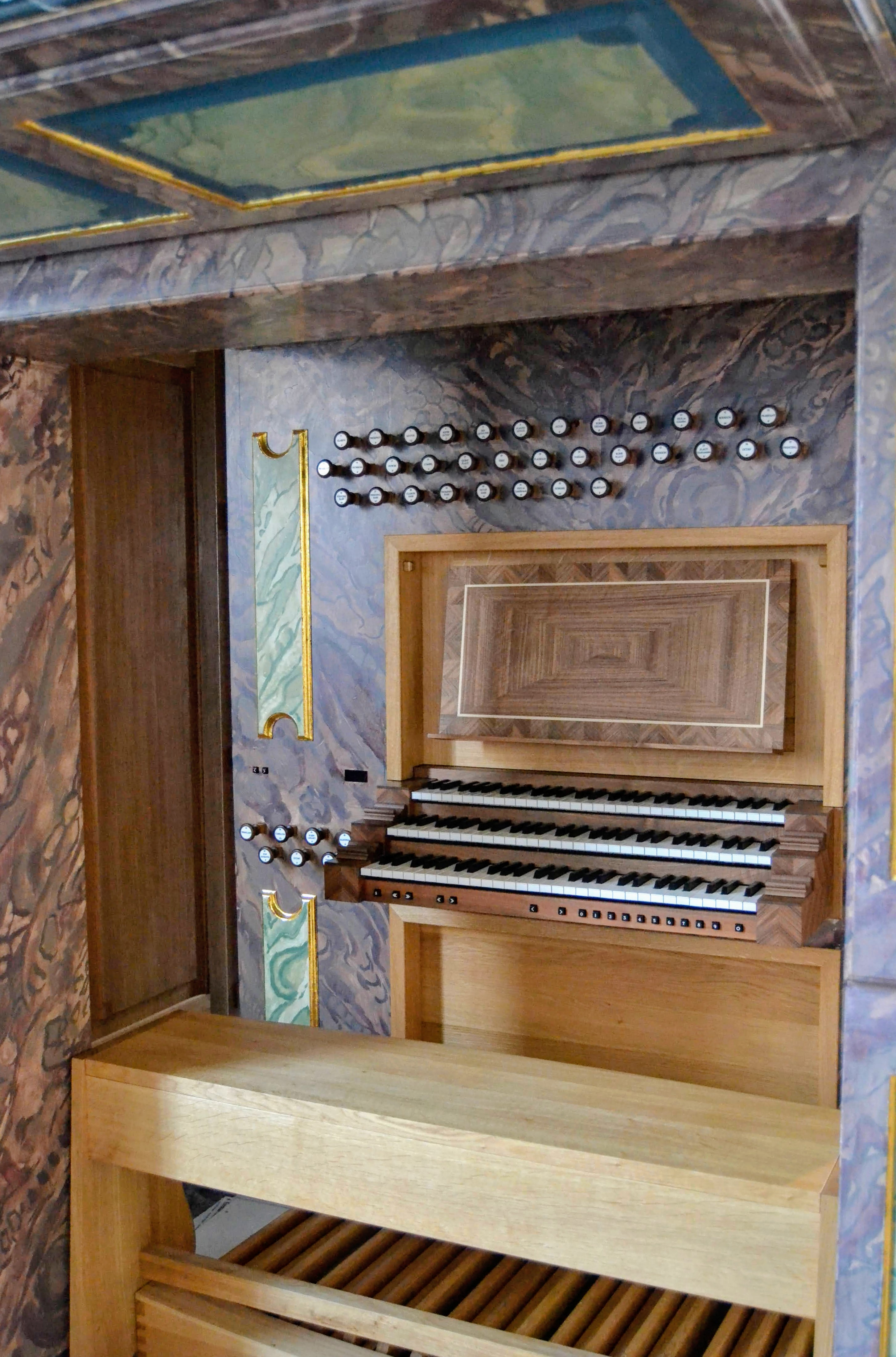
Die seitenspielige Anlage nach historischem Vorbild

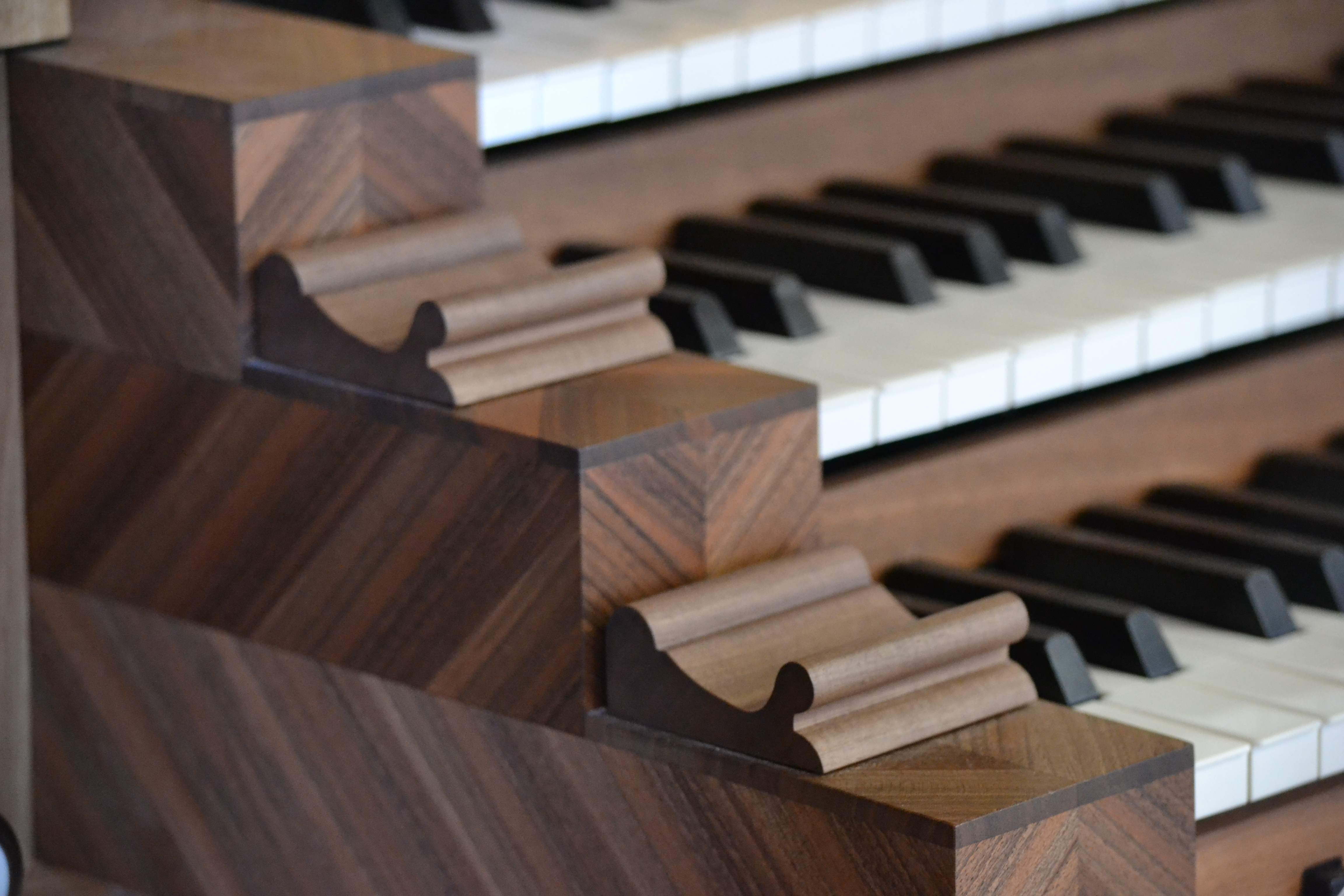
Detail Spielschrank

Christian Ludwig König aus Köln, einer der herausragenden Orgelbauer seiner Zeit, erhielt im Jahr 1753 den Auftrag zu einem Orgelneubau. Vertraglich wurde vereinbart, dass ihm hierfür „1500 Reichsthaler und für 500 Reichsthaler Zinn und Bley, ohne freie Station, jedoch zum Nachmittagstrunk 2 Maas Bier, oder dafür wird auch ein Schreinerbruder im aufsetzen Hn. König zu helfen zugestanden“.
Das Werk wies eine vergleichsweise großzügige Disposition mit 39 Register auf drei Manualen und einem selbständigen Pedal auf.
Im weiteren Verlauf wurde die Orgel mehrfach umgebaut. Im Zuge einer Restaurierung der Kirche im Jahr 1831 erfolgte eine Renovierung der Orgel, bei der viele alte Register verloren gingen. Durch weitere Veränderungen entfernte sich die Orgel immer weiter von ihrer ursprünglichen Konzeption und traten Störanfälligkeiten auf.
Nach langer Planung wurde im Jahr 2008 ein Neubau unter Einbeziehung des erhaltenen historischen Materials beschlossen.
Die Orgel „im Geiste Christian Ludwig Königs“ wurde von der Firma Klais aus Bonn erbaut. Das Schleifladen-Instrument verfügt über 39 Register, verteilt auf 3 Manuale und Pedal (Stimmung: Neidhardt III – „für eine große Stadt“ –, A = 440 Hz). Die Windversorgung erfolgt über eine Balganlage mit drei Keilbälgen. Die Spieltrakturen (einarmig) sind mechanisch, die Registertraktur ist mechanisch und elektronisch (Doppeltraktur). Das Instrument ist mit einer elektronischen Setzeranlage ausgestattet. Am 11. Dezember 2011 wurde das neue Instrument eingeweiht. Heute weist das Instrument folgende Disposition auf:
| I Echo C–g3     |        |
| Grosgedakt      | 8′     |
| Salicional      | 8′     |
| Onda maris      | 8′     |
| Kleingedakt     | 4′     |
| Octav           | 2′     |
| Carillon II–III | 1 3⁄5′ |
| Vox humana      | 8′     |
| Tremolant       |        |

| II Hauptmanual C–g3 |       |   |
| Praestant           | 8′    |   |
| Bourdon             | 16′   |   |
| Violdigamba         | 8′    |   |
| Rohrgedakt          | 8′    |   |
| Octav               | 4′    | K |
| Flauto douce        | 4′    |   |
| Superoctav          | 2′    |   |
| Sexquialtra II      | 2 ⁄3′ | K |
| Cornett IV          | 4′    | K |
| Mixtur IV           | 1 ⁄3′ |   |
| Trompett            | 8′    |   |
| Claron              | 4′    |   |

| III Positiv C–g3 |        |
| Principal        | 8′     |
| Bourdon          | 8′     |
| Flautraversier   | 8′     |
| Octav            | 4′     |
| Rohrflaut        | 4′     |
| Nasard           | 2 ⁄3′  |
| Flageolet        | 2′     |
| Terz             | 1 3⁄5′ |
| Quintflaut       | 1 ⁄3′  |
| Cymbel III       | 1′     |
| Hubois           | 8′     |
| Cromhorn         | 8′     |
| Tremolant        |        |

| Pedal C-f1       |     |   |
| Principal        | 16′ |   |
| Sub Bass         | 16′ |   |
| Praestant        | 8′  |   |
| Violdigamba Bass | 8′  | K |
| Octavbass        | 4′  | K |
| Posaune Bass     | 16′ |   |
| Trompetten Bass  | 8′  |   |
| Claron Bass      | 4′  |   |

- Koppeln: I/II, III/II (jeweils als Schiebekoppeln); I/P, II/P, III/P
- Anmerkung:

K = teilweise Pfeifenmaterial von Christian Ludwig König, 1753
An der Orgel findet eine der ältesten und erfolgreichsten Konzertreihen in Düsseldorf statt: Die Marktmusik wurde im Mai 1980 von Werner Lechte ins Leben gerufen.